# Армия FM
Армия FM — радиостанция украинской армии. Начала свою работу 1 марта 2016 года. Помимо работы в FM диапазоне имеет вещание на средних волнах на частоте 810 кГц, через спутник и в Интернете.

## История
Первая радиостанция, организованная и поддерживаемая Министерством обороны Украины. Работает в тестовом режиме с 1 марта 2016 года. Направлена в основном на слушателей-военнослужащих в зоне АТО. В эфире звучит информация и советы, полезные для бойцов и командиров, в том числе юридическая помощь. Также звучат послания и поздравления бойцам с мирных территорий Украины. Оглашаются наиболее выдающиеся поступки украинских военнослужащих. Преобладает украинская, но также имеется и иностранная музыка. В 06:00 и 22:00 звучит государственный гимн Украины[значимость факта?]. Весь коллектив радиостанции, включая журналистов, является профессиональными военными.